# Leonardo Coimbra
Leonardo José Coimbra (Borba de Godim, Lixa, 29 de diciembre de 1883-Oporto, 2 de enero de 1936) fue un filósofo, profesor y político portugués, ministro de Instrucción Pública de uno de los gobiernos de la Primera República Portuguesa, que lanzó las Universidades Populares y la Facultad de Letras de Porto. Como pensador fundó el movimiento Renascença Portuguesa, y evolucionó desde un enfoque creacionista hacia un intelectualismo esencialista e idealista, reconociendo la necesidad de reintegrar el saber de las "más elevadas disciplinas espirituales", como la metafísica y la religión.

## Biografía
Nacido el 29 de diciembre de 1883 en Borba de Godim, a los 14 años dejó el Colegio de Nuestra Señora de Carmo, en Penafiel, para matricularse en la Escuela Naval de  Coímbra en 1898. En 1905 comenzó en la Academia Politécnica do Porto el curso superior de Letras que concluyó en Lisboa cuatro años después.
En 1907 fundó y dirigió con Jaime Cortesão, Cláudio Basto y Álvaro Pinto, la  Nova Silva: revista ilustrada), de orientación anarquista, y el año siguiente fundó la Sociedad de los Amigos del ABC de inspiración huguesca, para combatir el analfabetismo. Después organizó con Jaime Cortesão, Rodrigo Solano, Gil Ferreira y Correia de Sousa, un grupo político-literario "Nova Seara", y fundó en 1912 la Renascença Portuguesa, con sus "Universidades Populares", tendo por órgão a revista A Águia. En 1913 presentó su tesis "Creacionismo" al concurso de asistente de Filosofía, y al año siguiente inició su carrera de político, afiliándose al Partido Republicano Português. En 1915 dictó clases en el liceo Gil Vicente, en Lisboa. En el ámbito de las publicaciones periódicas, colaboró con Serões : revista semanal ilustrada (1901-1911,), Atlântida : mensário artístico literário e social para Portugal e Brazil (1915-1920,) y Contemporânea ([1915]-1926,).
En dos oportunidades fue Ministro de Instrucción Pública (entre el 30 de marzo y el 30 de junio de 1919 y el 30 de noviembre de 1922 y el 9 de enero de 1923), creó las Escuelas Primarias Superiores, reformó la Biblioteca Nacional, fundó la Facultad  de Letras de la Universidad de Porto, de la que fue profesor y director, defendió a pesar de toda la polémica generada, la libertad de enseñanza religiosa en las escuelas particulares fiscalizadas por el Estado.